# Joseph Graëb
Cet article possède un paronyme, voir Graebe.
Emmanuel François Joseph Graëb est un administrateur colonial français né le 3 mars 1790 à Paris et mort le 9 novembre 1850 dans l'est algérien. Il fut gouverneur de Bourbon, une colonie du sud-ouest de l'océan Indien, du 8 juin 1846 au 13 octobre 1848, date à laquelle il fut remplacé par Joseph Napoléon Sébastien Sarda Garriga, venu annoncer l'abolition de l'esclavage.

## Biographie
Une ordonnance royale datant de 1840 exige dans un premier temps puis propose à la suite du tollé des Conseils Coloniaux un enseignement religieux pour les enfants esclaves et l'accès à l'école gratuite à partir de 4 ans. Le 18 mai 1846, une nouvelle ordonnance est prise pour l'obligation de l'instruction des jeunes esclaves mais son prédécesseur ne l'applique pas. L'Abbé Monnet se consacre depuis juin  1840 à l'instruction religieuse des esclaves non sans heurts et sera expulsé par Graëb en septembre 1847.
Le 2 juillet 1846, Graëb signe un arrêté suspendant toute nouvelle introduction d'engagés chinois.
Joseph Graëb est à l'initiative de la colonisation des hauts de l'Île de la Réunion.